# Chris Buursen
Chris Buursen (Tilburg 1953 - Utrecht 2023) was een Nederlandse kunstschilder en graficus.

## Biografie
Chris Buursen werd geboren in Tilburg, studeerde van 1971 tot 1973 filosofie aan de Rijksuniversiteit Utrecht en volgde van 1973 tot 1978 zijn kunstopleiding aan de Academie voor Beeldende Kunsten Artibus te Utrecht. Daar kwam hij ook in aanraking met Ger Kleis die werk van hem opnam in enkele van zijn private press-uitgaven van Sub Signo Libelli. Via Kleis leerde hij ook Ben Hosman kennen die werk opnam in zowel de uitgaven van zijn private press Regulierenpers als in die van de uitgeverij Athenaeum - Polak & Van Gennep waarvan Hosman enige jaren directeur was.
Chris Buursen woonde en werkte vanaf de jaren 70 in Utrecht. Hij laat een omvangrijk oeuvre na, dat bestaat uit kleurenlitho’s en schilderijen in olieverf. Naast vrij werk maakte Chris Buursen illustraties bij bibliofiele boekuitgaven en portretten in olieverf en in pastel. 
In 1986 maakte hij een serie van achttien gebronsde kleurenlithografieën (90 x 50 cm) en vijftien eveneens gelithografeerde tekstfragmenten geïnspireerd door de opare Wozzeck van Alban Berg. Uitgangspunt voor het maken van de serie was dat de luisteraar/kijker vervuld zou moeten zijn van een 'ver boven het lot van de persoon Wozzeck uitstijgende idee'. Op drie zaterdagen in januari 1987 werd de serie getoond in het Museum voor Hedendaagse Kunst in Utrecht, waarbij de prenten in een stellage op gecorrodeerde zinkplaten hingen en één voor één oplichtten in een door lichtontwerper Joop Spies ontworpen scenario, terwijl de opera werd afgespeeld. Een hypnotiserende ervaring! 
Chris Buursen had een zeer herkenbare en persoonlijke stijl, die zich kenmerkte door een hoge graad van technische, ambachtelijke perfectie. In zijn werk wist hij literatuur, poëzie, muziek, filosofie en beeldende kunst te doen samensmelten tot één magisch universum. Centraal thema in zijn werk was altijd de mens en de tragiek van het mens-zijn. Kunstcriticus Hans Lutz uitte zijn bewondering voor de manier, waarop Chris Buursen tederheid, intimiteit, maar ook afwijzing en eenzaamheid binnen menselijke relaties vormgaf. Liefde, verlangen, angst en smart gaven zijn werk een emotionele geladenheid. De kunstenaar zelf zei daarover: “Wat echt mooi is, is niet geruststellend, maar alarmerend!”. 
Chris Buursen ontsteeg als kunstenaar de traditionele scheiding tussen figuratie en abstractie en bewoog zich trefzeker op het snijvlak van beide kunstvormen. Als uitgesproken romanticus en als estheet met een intens waarnemingsvermogen maakte hij werk, waarin de menselijke figuur nog te herkennen is, verdwijnend en onbereikbaar in melancholieke kleurvakken.
Tussen 1980 en 1995 nam hij deel aan (tot 2000 gedocumenteerde) zowel groeps-, duo- als solo-exposities. Chris Buursen heeft een groot aantal portretten in olieverf gemaakt in het voor hem kenmerkende groen-blauwe kleurenpallet. 
In 1987 ontving hij de Boellaardprijs van het Genootschap Kunstliefde voor zijn schilderij "L'escalier mal famé" naar een gedicht van Konstantínos Kaváfis.

## Bijdragen aan boekuitgaven

### Sub Signo Libelli
- Judith Herzberg, Icarus. 1983.
- James Purdy, Dawn / Don't let the Snow fall. 1985
- James Purdy, Are you in the wintertree. 1987.

### Regulierenpers
- Arthur Rimbaud, Le bateau ivre. 1986.
- Arthur Rimbaud, Twaalf gedichten. 1987.

### Overige
- James Purdy, Collected poems. 1990.
- Federico García Lorca, Sonnetten van de duistere liefde. 1990.
- James Purdy, In the Night of Time and Four Other Plays. 1992.

- International Standard Name Identifier: 0000 0003 8932 0651
- Nederlandse Thesaurus van Auteursnamen: 071908277
- RKD-Nederlands Instituut voor Kunstgeschiedenis: 14535
- Virtual International Authority File: 282723035
- WorldCat: E39PBJg8Ftr38HDVTCgFkH8Bfq